# نامبارین انخبایار
نامبارین انخبایار (مغولی: Намбарын Энхбаяр؛ زادهٔ ۱ ژوئن ۱۹۵۸) یک سیاست‌مدار اهل مغولستان است.
وی از سال ۲۰۰۵ تا ۲۰۰۹ رئیس‌جمهور مغولستان و از سال ۲۰۰۰ تا ۲۰۰۴ نخست‌وزیر مغولستان بوده‌است.